# Emīlija Benjamiņa
Emīlija Benjamiņa (ur. 10 września 1881 w Rydze, zm. 23 września 1941 w Solikamsku) – łotewska dziennikarka, wydawczyni i przedsiębiorczyni, jedna z najbogatszych kobiet w Europie w okresie międzywojennym. Na międzywojennej Łotwie ją i jej męża Antona Benjamiņa określano mianem „Królów Prasy”.

## Życiorys

### Młodość
Urodziła się jako Emīlija Simsone, była środkową córką Andrisa Simsonsa i Ede Usinšy. Jej ojciec był urzędnikiem kolejowym, z którego pensji rodzina ledwo mogła się utrzymać. Obie jej siostry były artystkami scenicznymi: starsza, Mina, była śpiewaczką operową, młodsza Annija – aktorką, która zyskała sławę zarówno w teatrze łotewskim, jak i w niemieckim. W przeciwieństwie do swoich sióstr Emīlija wcześnie zainteresowała się prasą i biznesem i rozpoczęła pracę w wieku 17 lat jako agent reklamowy i krytyk teatralny dla niemieckojęzycznej gazety Rigaer Tagesblatt.

### Założenie własnego wydawnictwa
Zaraz po osiągnięciu pełnoletności wyszła za mąż za piosenkarza Ernesta Elka, jednak małżeństwo nie było udane, gdyż jej mąż stał się alkoholikiem i używał wobec niej przemocy. Około 1904 roku Emīlija spotkała starszego od siebie o 21 lat Antona Benjamiņa, byłego nauczyciela i właściciela sklepu, który zbankrutował i przybył do Rygi, by szukać pracy, którą znalazł jako reporter w Rigaer Tageblatt. Z czasem oboje przejęli praktyczne prowadzenie Rigaer Tagesblat. Emīlija prowadziła firmę, a Benjamiņ objął pozycję redaktora. W 1909 roku Emīlija rozwiodła się z pierwszym mężem. W 1911 roku Emīlija i Anton Benjamiņ postanowili zamieszkać razem, chociaż mężczyzna był nadal żonaty. 8 grudnia tego samego roku Emīlija założyła własną gazetę, korzystając ze środków uzyskanych z ugody rozwodowej. Przekonała także wszystkich łotewskojęzycznych dziennikarzy pracujących w różnych gazetach w języku niemieckim i rosyjskim w Rydze, aby zaczęli publikować w jej piśmie, początkowo bezpłatnie, aby zbudować pierwszą w pełni łotewską gazetę. Pismo Jaunākās Ziņas było pierwszą gazetą o masowej dystrybucji publikowaną w języku łotewskim. Biznesowy zmysł Emīliji i zaangażowanie Antona w ciężką pracę wkrótce zaowocowały, a Jaunākās Ziņas zaczęło się rozwijać i zatrudniać nowe osoby. W gazecie tej pracowały takie osoby jak Kārlis Skalbe czy Jānis Endzelīns.

### I wojna światowa
Tuż przed wojną Jaunākās Ziņas otrzymało dostawę najnowszych przemysłowych maszyn drukarskich oraz papieru z Niemiec. Z powodu wybuchu wojny zamawiający nie opłacili zamówienia, a dostarczająca firma w czasie konfliktu zbankrutowała. Po wybuchu I wojny światowej Jaunākās Ziņas nadal działało, publikując bezpłatne ogłoszenia dla uchodźców szukających członków rodziny. W 1917 roku bolszewicy zawłaszczyli drukarnię i wykorzystali ją do wydrukowania ulotek propagandowych. Gazeta nie ukazywała się w okresie między 21 lipca 1917 r., gdy wojska rosyjskie opuściły Rygę (3 września wkroczyli do miasta Niemcy), a 15 listopada 1918 roku (po kapitulacji Niemiec, krótko przed proklamowaniem niepodległej Republiki Łotewskiej).

### Rozbudowa majątku
W 1922 roku Antonowi udało się osiągnąć rozwód ze swoją żoną. W ciągu kilku miesięcy Emīlija i Anton legalnie pobrali się. W 1924 roku założyli magazyn Atpūta, który szybko stał się główną gazetą promującą kulturę łotewską. W 1928 roku Benjamiņowie kupili największy prywatny dom w Rydze, rezydencję Pfābu przy ul. Krišjāņa Barona. Należał do nich także dom letniskowy w popularnym kurorcie – Jurmale oraz wiejska posiadłość o nazwie „Waldeck” w pobliżu Kandavy. Nowi właściciele natychmiast przystąpili do przebudowy budynków – ozdobili pokoje panelami dębowymi i palisandrowymi oraz witrażami, zawiesili wenecki żyrandol na suficie okrągłej sali i zastąpili kominki centralnym ogrzewaniem. W piwnicy znajdował się salon, a także ogródki piwne i winne. Prace budowlane nadzorował Eižens Laube – najwybitniejszy architekt w przedwojennej Łotwie.
Emīlija Benjamiņa była działaczką licznych organizacji kobiecych i społecznych. W 1932 roku otrzymała Order Trzech Gwiazd czwartej klasy, a w 1937 roku – trzeciej klasy za wkład w rozwijanie stosunków łotewsko-szwedzkich. W salonie literackim w domu Benjaminów spotykali się łotewscy twórcy literatury, wśród nich Jānis Akuraters, Jānis Ziemeļnieks, Anšlavs Eglītis, Vilis Lācis czy Kārlis Skalbe. 

#### Adopcja syna
Emilija nie miała dzieci ani z pierwszego, ani z drugiego małżeństwa. Aby mieć spadkobiercę, w 1926 roku umówiła się ze swoją młodszą siostrą Anniją na adopcję jej najstarszego syna, Georga Aichera (który po adopcji zmienił nazwisko na Juris Benjamiņ). Benjamiņa chciała rozszerzyć swój biznes poza rynek wydawniczy. W tym celu w drugiej połowie lat trzydziestych kupiła dziesięciohektarową posesję przemysłową w Vaekavie nad rzeką Dźwiną z zamiarem rozpoczęcia produkcji chemicznej i wydawania kolorowych fotografii wraz z siostrzeńcem i adoptowanym synem, który był wówczas chemikiem i opracowywał procesy drukowania kolorowych folii. Sukces finansowy przyniósł jej sławę i wysoki status społeczny. Jako że ówczesny prezydent-dyktator Łotwy, Karlis Ulmanis, był nieżonaty, właśnie Emīliję Benjamiņę nazywano „pierwszą damą” Łotwy. Gazeta Jaunākās Ziņas, która po zamachu stanu na Łotwie w 1934 r. zaakceptowała autorytarne rządy, zwiększyła pod rządami Ulmanisa swoje znaczenie i nakład.

#### Przepowiednia
Na jedno z urządzonych przez nią wystawnych przyjęć zaprosiła jako gościa znanego wówczas na całym świecie wróżbitę Eižensa Finksa, aby ten zabawił gości przepowiedniami dotyczącymi ich przyszłości. Za usługi obiecała mu 100 rubli. Pod koniec przyjęcia, gdy domagał się dopłaty za usługę, a Emilja mu odmówiła, rzekomo przepowiedział jej, że „umrze z głodu, leżąc na gołych drewnianych deskach”. W tym czasie wszyscy obecni goście uznali jego oświadczenie za zły żart, a gość został wyproszony.

### II wojna światowa

#### Zagarnięcie majątku
Anton Benjamiņ zmarł 14 czerwca 1939 roku na miesiąc przed swoimi 79. urodzinami. W chwili śmierci Anton i Emīlija byli właścicielami dwóch przedsiębiorstw i dwunastu nieruchomości. Mówiono, że ich bogactwo w tym czasie przekraczało 60 milionów franków szwajcarskich. W testamencie Anton postanowił, że Emīlija uzyska 51% udziałów w przedsiębiorstwach. Dzieci Antona z pierwszego małżeństwa natychmiast zakwestionowały wolę w sądzie i publicznie oświadczyły, że ich ojciec był szalony.
17 czerwca 1940 roku zgodnie z postanowieniami paktu Ribbentrop-Mołotow Armia Czerwona zajęła Łotwę, a wkrótce potem włączyła niegdyś niepodległy kraj do Związku Socjalistycznych Republik Radzieckich. Wszystkie posiadłości Benjamiņy zostały znacjonalizowane. Na początku okupacji sowieckiej rząd niemiecki stworzył bezpieczne przejście dla ludzi, a jej adoptowany syn, Juris Benjamiņ, wykorzystał je do udanej ewakuacji kosztowności z jednej z posiadłości. Wśród nich była jedna z najlepszych kolekcji porcelany Sèvres w Europie, a także złota kolekcja sztućców cara Mikołaja II, którą Emīlija kupiła w Paryżu w latach dwudziestych od księcia Feliksa Jusupowa (zabójcy Grigorija Rasputina). Przedmioty zostały zabrane do Wiednia, ale zostały tam skradzione i nigdy nie zostały odzyskane.
Ostatni numer Jaunākās Ziņas wyszedł po raz ostatni 9 sierpnia 1940 roku. Gazeta zdecydowanie opowiedziała się po stronie systemów parlamentarnych, takich jak w Wielkiej Brytanii i Szwecji, zajmując bezkompromisowo krytyczne stanowisko tak wobec komunistów, jak i nazistów.
Szwedzki ambasador na Łotwie zaproponował jej małżeństwo, co uczyniłoby ją obywatelką szwedzką z ochroną dyplomatyczną, lecz nie mógł zapewnić ochrony jej adoptowanemu synowi, więc odmówiła jego propozycji. Rudolf Aicher (mąż jej młodszej siostry) dzięki kontaktom z Joachimem von Ribbentropem zdołał zorganizować spotkanie z Heinrichem Himmlerem w nadziei uzyskania interwencji rządu niemieckiego w jej imieniu. Jednak po tym, gdy zbadano poglądy Benjamiņy i jej gazety, Himmler doszedł do wniosku, że kobieta jest „Reichswidrig”, czyli „Wrogiem Rzeszy” i odmówił pomocy.

#### Deportacja i śmierć
Początkowo Emilija została zmuszona wyprowadzić się ze swojej rezydencji miejskiej do małego mieszkania przy ulicy Krišjāņa Barona 19. 17 czerwca 1941 roku, w czasie masowej deportacji Łotyszy uznanych za wrogów państwa radzieckiego, Emīlija Benjamiņa została wywieziona na Syberię. Tego samego dnia deportowano m.in. również zamożną żydowską rodzinę, która była jej sąsiadami. Na liście osób przeznaczonych do wywózki był także jej przybrany syn, ale przeprowadzający deportację żołnierze NKWD nie zastali go w domu. Benjamiņa została osadzona w łagrze Ussolłag niedaleko miasta Solikamsk, gdzie została zmuszona do katorżniczej pracy.
23 września 1941 roku, nieco ponad tydzień po swoich 60. urodzinach, Emīlija Benjamiņa zmarła z powodu czerwonki i głodu. Została znaleziona naga, leżąc na drewnianej podłodze obozowego baraku.